# Works Progress Administration

Plakat

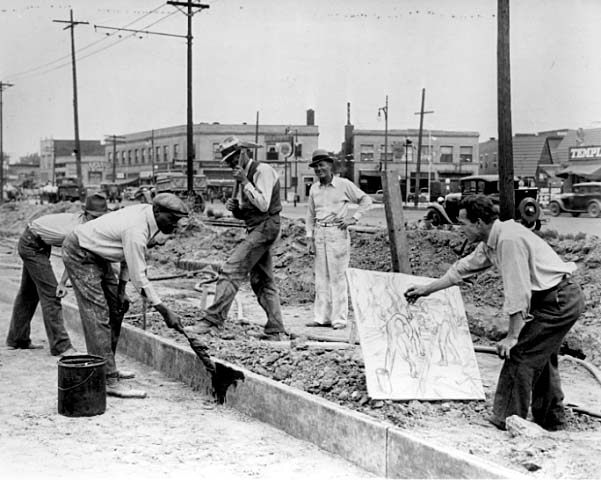
Der WPA-Künstler Alfred Catagne porträtiert WPA-Straßenarbeiter (1939)

Die Works Progress Administration (später Works Projects Administration, abgekürzt WPA) war die größte Bundesbehörde der USA, die im Zuge des New Deal geschaffen wurde. Sie war als Arbeitsbeschaffungsbehörde für die Millionen Arbeitslosen während der Great Depression konzipiert.

## Geschichte
Die WPA wurde am 6. Mai 1935 mit der Executive Order 7034 ins Leben gerufen und in der Folge von Harry Hopkins geleitet. Sie stellte vor allem Arbeiter und Handwerker ein, die dann meist im Straßenbau beschäftigt wurden. So wurden unter Leitung der WPA mehr als eine Million Straßenkilometer und Zehntausende Brücken gebaut, zudem zahlreiche Flugplätze und Wohnhäuser.
Das größte Einzelprojekt der WPA war die Tennessee Valley Authority, die das verarmte Tennessee-Tal mit Staustufen und Wasserkraftwerken versah und die Region so zum bis heute größten Stromversorger der USA machte. Auch der Landsitz der US-Präsidenten, Camp David in Maryland wurde von der WPA errichtet.
Die Abteilung Federal One stellte auch brotlose Intellektuelle und Künstler ein, die in verschiedenen Programmen arbeiteten und deren Arbeit dem Wohl der Allgemeinheit und der Nation zugutekommen sollte:
- Federal Writers’ Project (FWP)
- Historical Records Survey (HRS)
- Federal Theatre Project (FTP)
- Federal Music Project (FMP)
- Federal Art Project (FAP)

So wurden im Auftrag des Historical Records Survey etwa zahlreiche ehemalige Sklaven in den Südstaaten interviewt; diese Dokumente sind für die amerikanische Geschichtswissenschaft von großer Bedeutung. Theater- und Musikgruppen tourten durch die amerikanische Provinz und brachten es auf insgesamt mehr als 225.000 Aufführungen. Die archäologischen Ausgrabungen im Rahmen der WPA waren einflussreich für die Erkundung der präkolumbischen Indianerkulturen und die Entwicklung einer professionellen Archäologie in den Vereinigten Staaten.
Am 4. Dezember 1943 wurde die WPA von Präsident Franklin D. Roosevelt aufgelöst, weil durch den Eintritt der Vereinigten Staaten in den Zweiten Weltkrieg Ende 1941 und den folgenden Aufschwung der amerikanischen Rüstungsindustrie die Arbeitslosigkeit schlagartig gesunken war.